# Barockarkitektur

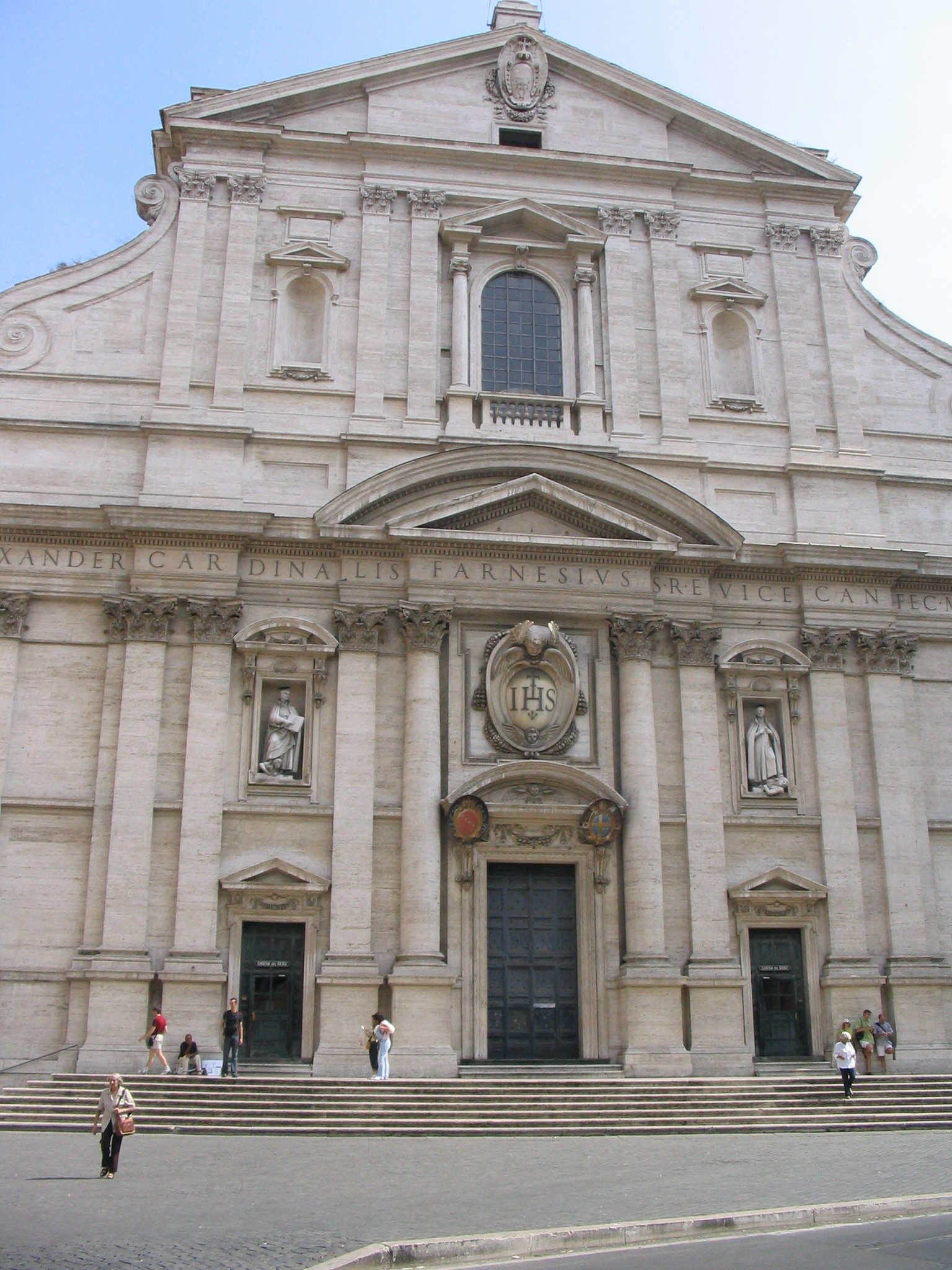
Fasaden till kyrkan Il Gesù (1571-1575) i Rom. De flesta arkitekturhistoriker anser att barocken föddes här.

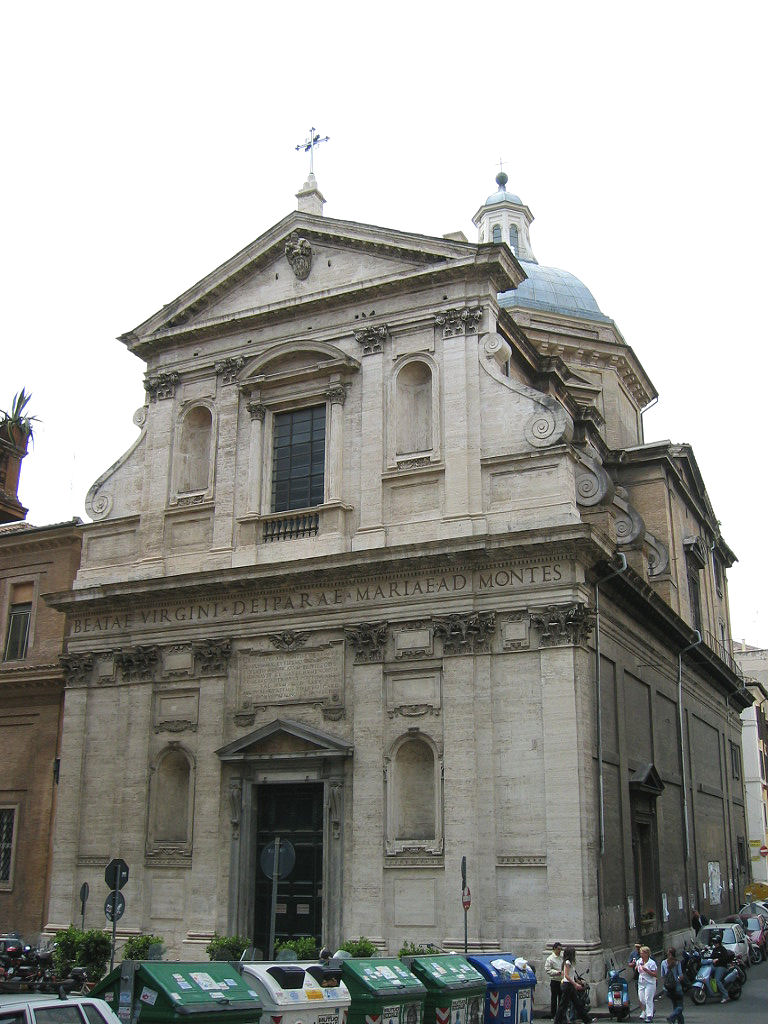
Kyrkan Madonna dei Monti i Rom — en av de första barockfasaderna (1580)

Barockens arkitektur influerades starkt av antikens arkitektur. Viktiga karakteristika för barocken var att det skulle vara dramatiskt, rörelsefullt, tungt, pampigt och med många kontraster. Det skulle vara överväldigande och teatraliskt.
Man ville, vilket är typiskt för epoken, bygga stora, imposanta byggnader för att inge respekt och visa sin makt. Husfasader var ofta böljande för att förstärka kontrasten mellan ljus och skugga, och nästan alltid hade man pelare och kolonner i fasaden och interiörerna. Svulstiga, buktande ovaler symboliserar också barocken.

## Barockarkitekter (urval)
- Italien
  - Giacomo della Porta
  - Giacomo Barozzi da Vignola
  - Domenico Fontana
  - Carlo Maderno
  - Giovanni Lorenzo Bernini
  - Francesco Borromini
  - Pietro da Cortona
  - Girolamo Rainaldi
  - Carlo Rainaldi
  - Giovanni Antonio de Rossi
  - Antonio Gherardi
  - Carlo Fontana
  - Giovanni Battista Contini
  - Francesco Maria Richini
- Frankrike
  - Claude Perrault
  - Charles Le Brun
  - Francois Mansart
  - Jules Hardouin-Mansart
  - André Le Nôtre
- Österrike
  - Johann Bernhard Fischer von Erlach
  - Johann Lukas von Hildebrandt
  - Jakob Prandtauer
- Storbritannien
  - Christopher Wren
  - Nicholas Hawksmoor
  - James Gibbs
- Sverige
  - Nicodemus Tessin d.y.
  - Nicodemus Tessin d.ä.
- Tyskland
  - Balthasar Neumann